# Dichiarazione ambientale dei prodotti da costruzione
Nel settore delle costruzioni, la Dichiarazione ambientale di prodotto (DAP o EPD Environmental Product Declaration) è disciplinata, a livello internazionale, dalla norma ISO 21930:2007  “Sustainability in building construction – Environmental declaration of building products” elaborata dal sottocomitato TC 59/SC 17 “Sustainability in building construction” della commissione tecnica ISO TC 59 “Building in Construction”.
La ISO 21930 è uno Standard Internazionale che in accordo con i principi della ISO 14025 “Dichiarazioni ambientali di Tipo III” e della ISO/DIS 15392 “General Principles”, ha lo scopo di descrivere i principi, i requisiti e la struttura della dichiarazione ambientale di Tipo III dei prodotti da costruzione al fine di dare uniformità dei mezzi, delle modalità e di garantire la trasparenza, la coerenza e la solidità scientifica della metodologia con cui si giunge alla dichiarazione ambientale dei prodotti da costruzione.
La ISO 21930, che tratta nell'ambito della sostenibilità in modo specifico degli impatti e degli aspetti ambientali dei prodotti da costruzione, escludendo gli aspetti economici e sociali, fa parte di una serie di standards (al 2007 allo stato di elaborazione) che include:
- ISO/DIS 15392 “Sustainability in building construction – General principles”,
- ISO/AWI TR 21932 “Sustainability in building construction –Terminology”,
- ISO/CD 21929, “Sustainability in building construction – Sustainability indicators - Part 1 – Framework for development of indicators for Buildings”,
- ISO/CD 21931-1 “Sustainability in building construction – Framework for Methods of Assessment of Environmental Performance of Construction Works - Part 1 - Buildings”.

In sede di normazione europea CEN è stata costituita, su  mandato della Commissione Europea del 2004, la Commissione Tecnica CEN/TC 350 “Sustainability of construction work” per la standardizzazione nel campo delle prestazioni ambientali degli edifici. 
La CEN/TC 350/WG 3 “Product level”, una delle tre sotto strutture in cui è organizzata la CEN/TC 350,  ha il compito di produrre nei prossimi anni (entro il 2009) sulla base degli Standard UNI tre documenti relativi alla Dichiarazione Ambientale dei Prodotti da costruzione:
1. la Norma “Sustainability of construction works – Environmental product declarations – Product category rules” (su prodotti, processi o servizi), sulla base degli Standards ISO 21930 e ISO 14025
2. la Norma “Sustainability of construction works – Environmental product declarations – Communication formats” sulla base degli Standards ISO 21930 e ISO 14025
3. il Rapporto Tecnico  Sustainability of construction works – Environmental product declarations – Methodology and data for generic data” sulla base degli Standards ISO 14040 ed ISO 14044

## Obiettivo
Lo scopo principale della EPD dei prodotti da costruzione è la comunicazione di informazioni complete, verificabili, esatte e non ingannevoli riguardo agli aspetti ambientali dei prodotti da costruzione durante tutto l'arco della loro vita.
La dichiarazione ambientale, descritta nella norma ISO 21930, è di tipo volontaria ed è finalizzata principalmente alla comunicazione tra imprese (business-to-business) ma non esclude la comunicazione tra impresa e consumatori (business-to-consumer). 
La EPD fornisce informazioni utili per la progettazione, la valutazione dei prodotti da costruzione e per effettuare confronti tra i diversi prodotti quando sottoposti alle medesime condizioni, ad esempio nelle fasi di progettazione, realizzazione e gestione di un green building.
Secondo la ISO 21930 è possibile avere un EPD per un materiale, per un prodotto e per un componente. L'EPD di un componente si ottiene  unendo i risultati dell'EPD di tutti i materiali/ gli elementi / i prodotti assemblati (come riportato nella ISO 14025).

## Struttura
Gli elementi portanti della EPD dei prodotti da costruzione, secondo quanto riportato nella ISO 21930, sono:
- LCA: la metodologia, il riferimento scientifico per il calcolo, la quantificazione degli impatti ambientali potenziali associati al ciclo di vita del prodotto. I dati ottenuti dalla LCA sono riportati nella EPD.
- PCR (Product Category Rules): il documento che  contiene le regole necessarie per rendere confrontabili gli studi LCA e le EPD riferite a prodotti di una stessa categoria. Il PCR definisce le caratteristiche tecniche e funzionali che caratterizzano una stessa categoria di prodotti, relativamente alla quale sono stabilite le regole per lo sviluppo della LCA ed i riferimenti necessari alla redazione della EPD.  Il PCR deve essere sviluppato attraverso una consultazione “aperta” con i soggetti interessati  prima della loro approvazione.
- Verifica di un Ente terzo indipendente della veridicità e correttezza delle informazioni riportate nella EPD.

## Responsabilità
Il produttore o il gruppo di produttori di prodotti da costruzione riferibile alle stesse PCR  sono gli unici proprietari dei dati ed hanno l'obbligo e la responsabilità della EPD per il prodotto da costruzione, nessun altro soggetto può essere autorizzato a dichiarare le performance del prodotto da costruzione.

## Metodologia
La Dichiarazione Ambientale dei Prodotti da costruzione si basa, sulla metodologia LCA come regolamentata della serie ISO14040.
Le principali fasi della LCA secondo le norme ISO 14040 sono:
- definizione dell'obiettivo e del campo di applicazione (ISO 14041)
- inventario degli input e degli output (life cycles inventory analysis) (ISO 14041)
- valutazione degli impatti ambientali correlati agli input ed output (impact assessment) (ISO 14042)
- interpretazione dei dati (ISO 14043)

Le informazioni ambientali riportate nella EPD di un prodotto da costruzione coprono tutte le fasi del ciclo di vita (“dalla culla alla tomba”) e sono suddivise in tre fasi principali:
- fase prodotto (fornitura del materiale allo stato naturale, trasporto alla produzione, fabbricazione)
- fase costruzione e uso (trasporto sul luogo della costruzione, installazione della costruzione, uso, manutenzione e riparazione, sostituzione)
- fase di fine vita (demolizione, trasporto,  smaltimento/riciclaggio)

## Documenti
La sequenza dei documenti che portano dal PRC alla EPD sono, secondo la ISO 21930:
- PCR  Document
- Project Documentation
- Project Report
- EPD

### PCR “Product Category Rules”
Il PCR deve regolamentare i seguenti aspetti:
- definizione della categoria del prodotto e descrizione (e.g. funzione, performance tecniche e uso)
- definizione dell'obiettivo e dello scopo della LCA del prodotto, secondo le serie ISO 14040 (unità funzionale, unità dichiarate, sistema di confine, descrizione dei dati, criteri per includere input ed output, requisiti di qualità dei dati, unità)
- analisi dell'inventario (raccolta dati, procedure di calcolo e allocazione dei flussi dei materiali e dell'energia e distribuzione)
- selezione delle categorie degli impatti e regole per il calcolo
- parametri predeterminati per riportare i dati della LCA
- requisiti per la fornitura di informazioni ambientali addizionali
- materiali e sostanze da dichiarare
- istruzioni per la produzione dei dati  richiesti per sviluppare la dichiarazione (LCA, LCI, moduli di informazione e informazioni ambientali)
- istruzioni sul contenuto e sul format della dichiarazione ambientale di Tipo III;
- informazioni sulle fasi non considerate, se la dichiarazione non si basa su una LCA che copre l'intero ciclo di vita
- periodo di validità

### Project Documentation
La documentazione del progetto deve fornire i seguenti dati:
- dati ambientali di input e output dell'unità di processo che sono stati utilizzati nei calcoli dalla LCA
- documentazione che fornisce le basi da cui sono stati formulati i dati di processo per LCA
- specifiche tecniche del materiale da costruzione,  prodotti o elemento
- forme di consumo di energia
- dati delle emissioni
- produzione di rifiuti
- dati che dimostrano che le informazioni sono complete.
- letteratura di riferimento e i database da cui i dati sono stati ricavati i dati
- documentazione che dimostra che i materiali, i prodotti da costruzione o gli elementi possono soddisfare le funzioni desiderate e le performance
- documentazione che dimostra che i processi scelti e gli scenari nel diagramma di flusso  soddisfano i requisiti riportati nello standard ISO 21930
- documentazione che giustifica il ciclo di vita scelto
- documentazione e giustificazione delle percentuali utilizzate per i calcoli nelle procedure di distribuzione
- informazioni che mostrano come sono stati ottenuti i dati generici
- documentazione utilizzata per giustificare ogni informazione qualitativa nelle informazioni ambientali addizionali
- procedure utilizzate per la raccolta dei dati
- fattori caratterizzanti, fattori normalizzati e pesatura dei fattori utilizzati
- criteri e giustificazione utilizzati per determinare il sistema dei limiti e la selezione dei flussi di input e output
- documentazione utilizzata per sostenere le altre scelte e assunzioni

### Project Report
Il Project Report dello studio LCA deve essere redatto secondo i requisiti e le indicazioni della ISO/DIS 14044. Il rapporto del progetto contiene ogni dato ed informazione importanti relativi ai dati pubblicati nell'EPD e come richiesto nel PCR.

### EPD
La EPD deve riportare le seguenti informazioni:
1. Dichiarazione di informazioni generali
2. Dichiarazione degli aspetti ambientali:

- Dichiarazione dell'uso delle risorse e degli impatti ambientali (obbligatorio)
- Rifiuti da smaltire (obbligatorio)
- Emissioni verso l'aria e l'acqua interne (obbligatorio)
- Scenari e informazioni tecniche (facoltativo)
- Differenziazione  dell'uso del materiale e delle risorse energetiche (facoltativo)

## Verifica della EPD
La verifica della EPD dei prodotti da costruzione deve  seguire le indicazioni dell'articolo 8 della ISO14025.

## Normativa
- ISO 14020 Environmental labels and declarations - General principles
- ISO 14025 Environmental labels and declarations – Type III environmental declarations
- ISO 14040 Environmental management. Life cycle assessment. Principles and framework
- ISO 14041 Environmental management. Life cycle assessment. Goal and scope definition and inventory analysis
- ISO 14042 Environmental management. Life cycle assessment. Life cycle impact assessment
- ISO 14043 Environmental management. Life cycle assessment. Life cycle Interpretation
- ISO/DIS 14044 Environmental management - life cycle assessment - requirements and guidelines
- ISO/WD 15392 Buildings and constructed assets – Sustainability in building construction –General Principles
- ISO/DTS 21931 Buildings and constructed assets – Sustainability in building construction – Framework for Assessment of Environmental Performance of Construction Works – Part 1 - Buildings
- ISO/CD 21932 Buildings and constructed assets – Sustainability in building construction –Terminology